# Цаконский язык
Цако́нский язык (греч. Τσακωνική διάλεκτος, Цако́ника, Τσακωνικά) — один из греческих диалектов, на котором говорят цаконы — потомки древних спартанцев. Этот диалект греческого языка сильно отличается от других разговорных разновидностей современного греческого и с филологической точки зрения лингвистически классифицируется отдельно от них. На нём говорят в Цаконии, регионе Пелопоннеса в Греции. 
Цаконский происходит от дорийского языка, который был вариантом древнегреческого языка для западной ветви эллинских языков, и является его единственным живым потомком. Хотя цаконский язык рассматривается как диалект современного стандартного греческого языка, некоторые лингвисты считают его отдельным языком, поскольку современный стандартный греческий происходит от ионического и аттического, которые относятся к восточной ветви эллинских языков, в то время как цаконский (как потомок дорического) является единственным сохранившимся членом западной ветви.
Цаконский язык находится на грани исчезновения, осталось всего несколько сотен носителей, в основном пожилых людей, свободно говорящих на нём. Цаконский и новогреческий языки не являются взаимопонятными.

## Письменность
Для письма используется стандартный греческий алфавит с добавлением ряда диграфов.
| Цаконское транскрибирование | Цаконское транскрибирование         | Цаконское транскрибирование | Цаконское транскрибирование |
| Digraphs                    | Costakis                            | IPA                         | Русская транскрипция        |
| --------------------------- | ----------------------------------- | --------------------------- | --------------------------- |
| σχ                          | σ̌                                   | ʃ                           | ш                           |
| τσχ                         | σ̓                                   | tʃ                          | ч                           |
| ρζ                          | ρζ                                  | rʒ                          | рж                          |
| τθ                          | τ̒                                   | tʰ                          | тх                          |
| κχ                          | κ̒                                   | kʰ                          | кх                          |
| πφ                          | π̒                                   | pʰ                          | пх                          |
| τζ                          | (Κ) τζ — τζ & τρζ — τρζ (Λ) τζ — τζ | (K) tɕ, trʒ (L) tɕ d͡ʒ       | ч, трж ч, дж                |
| νν                          | ν̇                                   | n (not ɲ)                   | н                           |
| λλ                          | λ̣                                   | l (not ʎ)                   | л                           |

Заметка: (K) для северного диалекта (Кастаница и Ситена), (Λ) и (L) для южного, на котором говорят вокруг городов Леонидио и Тирос.

## Сведения о диалектах
В рамках цаконского диалекта выделяются три поддиалекта — северный (деревни Кастаница и Ситена), южный (города Леонидион и Прастос) и пропонтийский (города Ватка и Хавутси). Также отсутствует взаимопонятность с современным греческим языком. Лексическое сходство: 70 % или менее со стандартным греческим языком.
Ещё одно различие между цаконским и общим демотическим диалектом — система глаголов. Цаконский сохраняет различные архаичные формы, такие как причастная перифраза для настоящего времени. Некоторые комплементы и другие обстоятельственные функции, присутствующие в стандартном новогреческом диалекте, отсутствуют в цаконском, за исключением современного слога που (/pu/), который в принимает форму πφη (/pʰi/) в цаконском диалекте (примечание: традиционная цаконская орфография использует диграф πφ для указания придыхания /pʰ/). Морфология существительных во многом аналогична стандартной новогреческой, хотя в цаконском есть тенденция к выпадению именительного падежа, оканчивающегося на -ς (-s), у существительных мужского рода. Таким образом, для слова в современном греческом языке o τρίφτης цаконское слово приобретает форму ο τσχίφτα («тёрка»).
Пропонтисский диалект попал под сильное влияние фракийского диалекта, и хотя существуют значительные грамматические отличия, его словарный запас был близок к стандартному греческому языку. Для сравнения, в северном и южном диалектах слово «вода» будет выглядеть как ύο (ýo, произошедшее от древнегреческого слова ὕδωρ), в пропонтийском — νερέ (при стандартном νερό (neré, neró)).
Тем не менее, всегда был контакт с носителями койне и были затронуты соседние греческие диалекты. Кроме того, есть некоторые лексические заимствования из арнаутского диалекта и турецкого языка. Основной словарный запас остаётся понятным для говорящих на дорийском диалекте, хотя эксперты расходятся во мнениях относительно того, насколько возможно обнаружить других истинных дорицизмов. В настоящее время есть несколько сотен живых носителей диалекта, в основном это пожилые люди, хотя огромное количество людей ещё могут говорить на языке не так свободно.

## Звуки

### Гласные
- A [a] может встречаться в возвратных местоимениях дорийского [aː], в контекстах, где в классическом была η [ɛː] и в современном греческом присутствует [i]: αμέρα [aˈmera] соответствуя современному слову ημέρα [imera] «день», στρατιώτα [stratiˈota] соответствуя современному слову στρατιώτης [stratiˈotis] «солдат».
- Ε [e] > [i] перед гласными: например Βασιλήα [vasiˈlia] вместо βασιλέα [vasiˈlea].
- O иногда [o] > [u]: ουφις [ufis] < όφις [ˈofis] «змея», τθούμα [ˈtʰuma] < στόμα [ˈstoma] «рот». Конечная [o] > [e] перед переднеязычными согласными и гласными переднего ряда: όνος [ˈonos] > όνε [ˈone], χοίρος [ˈxyros] > χιούρε [ˈxjure], γραφτός [ɣrafˈtos] > γραφτέ [ɣrafˈte], χρέος [ˈxreos] > χρίε [ˈxrie], но δρόμος [ˈðromos] > δρόμο [ˈðromo]
- Υ в современном греческом языке произносится как [i], где [u] была в дорийском диалекте и [y] в классическом. Рефлексом звука этой фонемы в цаконском является [u], и [ju] после переднеязычных гласных (указывая на происхождение в букве [y]). σούκα [ˈsuka], соответствуя современному слову σύκα [ˈsika] «смоковницы», άρτουμα [ˈartuma], что соответствует слову άρτυμα [ˈartima] «хлеб»; λύκος [ˈlykos] > λιούκο [ˈljuko] [ˈʎuko] «волк»
- Ω [ɔː] в древнегреческом языке, регулярно переходящий в [u]: μουρήα [muˈria] (древнегреческое μωρέα [mɔːˈrea], современное μουριά [murˈja]), αού [au] < λαλών [laˈlɔːn] «говорящий».

(Примечание: цаконские формы цитирования для глаголов являются причастиями, следовательно, они указаны как производное от древнего причастия -ών.)

### Согласные
Цаконы в некоторых словах сохраняют доклассический греческий [w]-подобный звук, представленный в некоторых древнегреческих текстах как дигамма (ϝ). В цаконском диалекте этот звук стал щелевым [v]: βάννε [ˈvane] «овца», от древнегреческого ϝαμνός [wamˈnos] (классическое ἀμνός).
У цаконов имеются обширные изменения, представленные палатализацией:
- [k] > [tɕ] : κύριος [ˈkyrios] > τζιούρη [ˈtɕuri], иногда [ts]: κεφάλι [keˈfali] > τσουφά [tsuˈfa]
- [ɡ] > [dz] : αγγίζων [aŋˈɡizɔːn] > αντζίχου [anˈdzixu]
- [p] > [c] : πηγάδι [piˈɣaði] > κηγάδι [ciˈɣaði]
- [t] > [c] : τυρός [tyˈros] > κιουρέ [cuˈre], иногда [ts]: τίποτα [ˈtipota] > τσίπτα [ˈtsipta], πίτα [ˈpita] > πίτσα [ˈpitsa]
- [m] > [n] : Μιχάλης [miˈxalis] > Ν(ν)ιχάλη [niˈxali]
- [n] > [ɲ] : ανοίγων [aˈniɣɔːn] > ανοίντου [aˈɲindu]
- [l] > [ʎ] : ηλιάζων [iliˈazɔːn] > λιάζου [ˈʎazu]
- [r] > [ʒ] : ρυάκι [ryˈaki] > ρζάτζι [ˈʒatɕi]. Этот звук, как представляется, был трельно-щелевым в XIX веке, а [ʒ] проявился только в последнее время в южно-цаконском диалекте. Такое же изменение также произошло с палатализованным [rʲ] в польском и чешском, в то время как в других языках это пошло в обратном направлении.

В южном диалекте [l] выпадает перед гласными заднего и среднего рядов: λόγος [ˈloɣos] > в северном λόγo [ˈloɣo], в южном όγo [ˈoɣo]; λούζων [ˈluzɔːn] > в северном λούκχου [ˈlukʰu], в южном ούκχου [ˈukʰu];
Изредка звук [θ] > [s], который отражает более ранний процесс в лаконском диалекте; в других [θ] сохраняется, но отсутствует в стандартном греческом языке: θυγάτηρ [θyˈɣatir] > σάτη [ˈsati], но в древнегреческом — θύων [ˈθiɔːn] (в современном — σφάζω [ˈsfazo]) > θύου [ˈθiu]
Звук в конце слова [s] > [r], который отражает более ранний процесс в лаконском диалекте; в цаконском это является связанной фонемой: τίνος [ˈtinos] > τσούνερ [ˈtsuner]
Звук в начале слова [r] > [ʃ]: *ράφων [ˈrafɔːn] > σχάφου [ˈʃafu]
В общем глаголе окончание -ζω, [z] > [nd] : φωνάζων [foˈnazɔːn] > φωνιάντου [foˈɲandu]
Цаконский диалект избегает скоплений согласных и сводит их к придыхательным звукам или преназализованным смычным согласным и аффрикатам:
- [ðr, θr, tr] > [tʃ]: δρύας, άνθρωπος, τράγος [ˈðryas, ˈanθropos, ˈtraɣos] > τσχούα, άτσχωπο, τσχάο [ˈtʃua, ˈatʃopo, ˈtʃao]
- [sp, st, sθ, sk, sx] > [pʰ, tʰ, tʰ, kʰ, kʰ]: σπείρων, ιστός, επιάσθη, ασκός, ίσχων [ˈspirɔːn, isˈtos, epiˈasθi, asˈkos, ˈisxɔːn] > πφείρου, ιτθέ, εκιάτθε, ακχό, ίκχου [ˈpʰiru, iˈtʰe, eˈcatʰe, aˈkʰo, ˈikʰu]
- [mf, nθ, ŋx] > [pʰ, tʰ, kʰ]: ομφαλός, γρονθία, ρύγχος [omfaˈlos, ɣronˈθia, ˈryŋxos] > απφαλέ, γροτθία, σχούκο [apʰaˈle, ɣroˈtʰia, ˈʃukʰo]
- [ks] > [ts]: ξερός [kseˈros] > τσερέ [tseˈre]
- [kt, xθ] > [tʰ]: δάκτυλο, δεχθώ [ˈðaktylo, ðexˈθɔː] > δάτθυλε, δετθού [ˈðatʰile, ðeˈtʰu]
- [l] после согласных часто представлена как [r]: πλατύ, κλέφτης, γλώσσα, αχλάδες [plaˈty, ˈkleftis, ˈɣlɔːsa, aˈxlaðes] > πρακιού, κρέφτα, γρούσα, αχράε [praˈcu, ˈkrefta, ˈɣrusa, aˈxrae]
- [rp, rt, rk, rð] > [mb, nd, ŋɡ, nd]: σκορπίος, άρτος, άρκα, πορδή [skorˈpios, ˈartos, ˈarka, porˈði] > κχομπίο, άντε, άγκα, πφούντα [kʰomˈbio, ˈande, ˈaŋɡa, ˈpʰunda]

[z, v] вставляется между гласными: μυία, κυανός [myˈia, kyaˈnos] > μούζα, κουβάνε [ˈmuza, kuˈvane]
[ɣ, ð] часто выпадает между гласными: πόδας, τράγος [ˈpoðas, ˈtraɣos] > πούα, τσχάο [ˈpua, ˈtʃao]

## Мини-словарь
- ενει [эни] = Я есть
- έσει [эси] = Ты есть
- έννι [эни] = Он/она есть
- έμε [эмэ] = Мы есть
- έτχε [этхэ] = Вы есть
- είνι [ини] = Они есть
- έμα [эма] = Я был
- έσα [эса] = Ты был
- έκη [эки] = Он был
- έμαϊ [эмай] = Мы были
- έτχαϊ [этхай] = Вы были
- ήγκιαϊ [иньгьяй] = Они были
- φερήκχου (мужское) φερήκχα (женское) [ферикху/ферикха] = Я приношу

## Примеры
| Где моя комната?      | Κιά έννι ο όντα μι;     | Ciá éñi o óda mi?     | /cɑ ˈɛˌɲi ɔ ˈɔˌdɑ mi/    |
| Где пляж?             | Κιά έννι το περιγιάλλι; | Ciá éñi to perigiáli? | /cɑ ˈɛˌɲi tɔ ˌpɛɾiˈʝɑʎi/ |
| Где бар?              | Κιά έννι το μπαρ;       | Ciá éñi to bar?       | /cɑ ˈɛˌɲi tɔ baɾ/        |
| Не трогайте меня там! | Μη' μ' αντζίχερε όρπα!  | Mē' m’adzíxere órpa!  | /mi m aˈʣiçɛˌɾɛ ˈɔɾˌpɑ/  |